# Henry Hay
Henry Maitland „Harry” Hay (ur. 5 lutego 1893 w Maitland, zm. 30 marca 1952 w Manly) – australijski pływak specjalizujący się w stylu dowolnym, medalista igrzysk olimpijskich.
Hay reprezentował Australię na VII Letnich Igrzyskach Olimpijskich w Antwerpii w 1920 roku. Startował tam w trzech konkurencjach. W pływaniu na 100 metrów stylem dowolnym dotarł do fazy półfinałowej, zaś na 400 metrów tym samym stylem – odpadł w eliminacjach. W sztafecie 4 × 200 m stylem dowolnym Hay, zarówno w półfinale, jak i w finale, płynął na pierwszej zmianie. Czasem 10:25,4 ekipa australijska wywalczyła wicemistrzostwo olimpijskie.
Hay reprezentował barwy klubu Manly Swimming Club.